# Rally de La Nucía-Mediterráneo de 2018
El Rally de La Nucía-Mediterráneo de 2018 fue la 24.ª edición del rally y la décima ronda de la temporada 2018 del Campeonato de España de Rally. Se celebró entre el 9 y el 10 de noviembre y contó con un itinerario de once tramos que sumaban un total de 175,59 km cronometrados.
Iván Ares llegó líder del campeonato con 285 puntos, frente a los 239 de Miguel Ángel Fuster, segundo clasificado y vencedor en las pruebas anteriores, Llanes y Cantabria.

## Itinerario
| Día   | Tramo | Nombre                     | Distancia | Hora  | Ganador             | Tiempo    | Líder               |
| ----- | ----- | -------------------------- | --------- | ----- | ------------------- | --------- | ------------------- |
| Día 1 | TC1   | Karting Finestrat          | 1,09 km   | 20:10 | Iván Ares           | 1:00.7    | Iván Ares           |
| Día 2 | TC2   | Relleu / Penáguila (TC+)   | 21,48 km  | 7:45  | Miguel Ángel Fuster | 13:16.9   | Miguel Ángel Fuster |
| Día 2 | TC3   | Gorga                      | 13,42 km  | 8:24  | Iván Ares           | 8:27.3    | Miguel Ángel Fuster |
| Día 2 | TC4   | Benifallim / Torremanzanas | 12,07 km  | 9:21  | Iván Ares           | 6:52.5    | Miguel Ángel Fuster |
| Día 2 | TC5   | Relleu / Penáguila         | 21,48 km  | 11:51 | Miguel Ángel Fuster | 13:14.0   | Miguel Ángel Fuster |
| Día 2 | TC6   | Gorga                      | 13,42 km  | 12:30 | Miguel Ángel Fuster | 8:24.2    | Miguel Ángel Fuster |
| Día 2 | TC7   | Benifallim / Torremanzanas | 12,07 km  | 13:05 | Miguel Ángel Fuster | 6:50.9    | Miguel Ángel Fuster |
| Día 2 | TC8   | Bolulla / Rates            | 18,28 km  | 16:07 | Miguel Ángel Fuster | 11:18.3   | Miguel Ángel Fuster |
| Día 2 | TC9   | Jalón                      | 22 km     | 16:44 | Miguel Ángel Fuster | 13:59.0   | Miguel Ángel Fuster |
| Día 2 | TC10  | Bolulla / Rates            | 18,28 km  | 19:02 | Cancelado           | Cancelado | Miguel Ángel Fuster |
| Día 2 | TC11  | Jalón                      | 22 km     | 19:39 | Iván Ares           | 14:11.8   | Miguel Ángel Fuster |

## Clasificación final
| Pos. | Piloto                          | Copiloto            | Automóvil              | Tiempo    | Diferencia |
| ---- | ------------------------------- | ------------------- | ---------------------- | --------- | ---------- |
| 1.   | Miguel Ángel Fuster             | Ignacio Aviñó       | Ford Fiesta R5         | 1:37:49.6 | 0.0        |
| 2.   | Iván Ares                       | José Antonio Pintor | Hyundai i20 R5         | 1:38:21.5 | +31.9      |
| 3.   | Dani Solà                       | Marc Martí          | Škoda Fabia R5         | 1:38:33.2 | +43.6      |
| 4.   | Joan Vinyes                     | Jordi Mercader      | Suzuki Swift Sport R+  | 1:41:24.2 | +3:34.6    |
| 5.   | Surhayen Pernía                 | Rogelio Peñate      | Hyundai i20 R5         | 1:46:12.5 | +8:22.9    |
| 6.   | Santiago Carnicer               | Carlos Chamorro     | Ford Fiesta R5         | 1:46:41.1 | +8:51.5    |
| 7.   | Francisco Antonio López Pacheco | Ariday Bonilla      | Hyundai i20 R5         | 1:47:24.4 | +9:34.8    |
| 8.   | Francisco Javier Polidura       | Víctor Buades       | Ford Fiesta R5         | 1:48:16.7 | +10:27.1   |
| 9.   | José Antonio Aznar              | María Salvo El Hage | Porsche 997 GT3 RS 3.8 | 1:48:44.9 | +10:55.3   |
| 10.  | José Javier Pérez               | Alberto Espino      | Renault Clio RS R3T    | 1:49:30.2 | +11:40.6   |